# Bourg-Fidèle

Bourg-Fidèle este o comună în departamentul Ardennes din nordul Franței. În 1 ianuarie 2022 avea o populație de 829 de locuitori.